# Ягідне (Полєський район)
Ягідне (рос. Ягодное) — селище Полєського району, Калінінградської області Росії. Входить до складу Залісовського сільського поселення.
Населення —  22 особи (2015 рік). 

## Населення
| 2002 | 2010 |
| ---- | ---- |
| 17   | ↗22  |